# Parasynatops moanus
Parasynatops moanus es una especie de coleóptero de la familia Attelabidae.

## Distribución geográfica
Habita en China.